# Прапор Колумбії
Прапор Колумбії — один з офіційних символів Колумбії. Офіційно затверджений 26 листопада 1861 року. Прапор являє собою триколор, жовтого, синього та червоного кольорів. Жовта смуга займає половину верхньої частини прапора, синя і червона займають по чверті прапора знизу. Співвідношення сторін 2:3.

## Дизайн
Горизонтальні лінії (зверху вниз) жовтого, синього і червоного кольорів мають пропорції 2:1:1. Подібно до прапора Еквадору, він походить від прапора Великої Колумбії, що відрізняється від більшості триколорів (як горизонтальних, так і вертикальних) тим, що має смуги не одного розміру (слід зазначити, що Венесуела, чий прапор також походить від прапора Великої Колумбії, пішла по класичній стежці, зрівнявши розмір смуг).
Офіційно закріплених значень кольорів не встановлено, проте рекомендується використовувати такі:
| Модель | Жовтий            | Синій               | Червоний             |
| ------ | ----------------- | ------------------- | -------------------- |
| Пантон | 116               | 287                 | 186                  |
| RGB    | 252—209-22        | 0-56-147            | 206-17-38            |
| CMYK   | C0-M17.1-Y91.3-K0 | C100-M61.9-Y0-K42.4 | C0-M91.7-Y81.6-K19.2 |
| HEX    | #FCD116           | #003893             | #CE1126              |

У відповідність з сучасним тлумаченням, кольори означають:
- Жовтий: символізує усе золото колумбійської землі.
- Синій: символізує усі моря колумбійських берегів.
- Червоний: символізує всю кров, пролиту на полях битв героями, що відстояли незалежність Колумбії.

Існують також декілька інші тлумачень кольорів, наприклад: «Жовтий — сонце та земля Колумбії, Синій — вода, що дає життя людям, Червоний — колір пролитої крові людей, що відстояли незалежність Колумбії».
Хоча форма прапора не врегульована законом, зазвичай він має традиційну пропорцію 2:3.
|                     |
| Конструкція прапора |

## Історичні прапори

Прапор Сполучених провінцій Нової Гранади (1811-1814), пізніше прийнятий і використаний Жаном Лафітом з 1817 по 1821 рік на острові Галвестон, іспанський Техас, Нова Іспанія
Прапор Сполучених провінцій Нової Гранади (1814-1816)
Прапор Великої Колумбії (1819)
Прапор Великої Колумбії (1820)
Прапор Великої Колумбії (1821-1831)
Прапор Нової Гранади (1831-1834)
Прапор Республіка Нова Гранада (1834-1858) і Гранадінська конфедерація (1858-1861)
Прапор Сполучені Штати Нової Гранади (1861)
Прапор Сполучених Штатів Колумбії (1861-1886)